# Літошенко Марія Петрівна
Марія Петрівна Літошенко (Кіркевич) (* 24 вересня 1949) — українська гандболістка, олімпійська чемпіонка монреальської Олімпіади у складі збірної СРСР з гандболу. 

## Біографія
В дитинстві займалася спортивною гімнастикою в ДЮШС. В 10 років виконала норматив другого дорослого розряду. Після того в школу прийшов тренер, який набирав дівчат в гандбольну команду, і Марія Літошенко вирішила туди записатися. З 1960 року почала виступати під керівництвом Ігоря Турчина.
Закінчила Кам'янець-Подільський педагогічний інститут (1972). Виступала за київський «Спартак». Чемпіонка Літніх Олімпійських ігор 1976 року. На цьому турнірі вона зіграла у всіх 5 матчах та забила 6 м'ячів. Входила до символічної збірної світу (1975). Чемпіонка СРСР (1969-1979).
З 1982 року і по сьогодні працює в НТУ (колишній КАДІ). Завідувач кафедри фізичного виховання. Мати 4 дітей (син та три дочки). Почесна громадянка міста Києва, нагороджений медаллю «За трудову доблесть» та орденом «Княгині Ольги» ІІІ ступеня.